# Barbara Lochbihler
 (mai 2024).
Si vous disposez d'ouvrages ou d'articles de référence ou si vous connaissez des sites web de qualité traitant du thème abordé ici, merci de compléter l'article en donnant les références utiles à sa vérifiabilité et en les liant à la section « Notes et références ».
Barbara Lochbihler est une députée européenne allemande née le 20 mai 1959 à Obergünzburg et une personnalité politique allemande membre de l'Alliance 90/Les Verts.

## Biographie
Elle est secrétaire générale d'Amnesty International Allemagne de 1999 à 2009.
Lors des élections européennes de 2009, elle est élue au Parlement européen, où elle siège au sein du groupe des Verts/Alliance libre européenne, comme après sa réélection en 2014.
Elle est membre de la Sous-commission des droits de l'homme depuis 2009, dont elle a été la présidente entre 2011 et 2014, et dont elle est vice-présidente de 2014 à 2019. Elle a également été membre de la délégation pour les relations avec l'Iran, et sa présidente de 2009 à 2011. De 2014 à 2019, elle est membre de la commission des affaires étrangères et de la délégation pour les relations avec les pays de l'Asie du Sud-Est et l'Association des nations de l'Asie du Sud-Est.